# Варварцев, Николай Николаевич
Никола́й Никола́евич Варва́рцев (25 сентября 1929, Киев — 28 апреля 2020, Киев) — украинский историк, специалист в области истории международных отношений, украинской эмиграции и зарубежной историографии Украины. Доктор исторических наук. Заслуженный деятель науки и техники Украины.

## Биография
Родился Николай Варварцев в 1929 году.
В 1952 году окончил Киевский государственный университет, отделение журналистики филологического факультета.
С 1953 по 1968 годы работал в редакции газеты «Вечерний Киев».
С 1968 года работал в Институте Истории Украины в отделении всемирной истории и международных отношений Украины, с начала младшим научным сотрудником, затем старшим научным сотрудником и с 1996 года — главным научным сотрудником.
В 1972 году защитил кандидатскую диссертацию по теме «Украинская эмигрантская пресса, 1950—1970 годы».
В 1981 году защитил докторскую диссертацию по теме «Зарубежные центры украиноведения в послевоенный период».
В 1983 году возглавлял в Вене делегацию Украины на 28-й сессии Комиссии социального развития ООН.

## Научная деятельность
Николай Варварцев — автор около 300 научных работ (в том числе 25 индивидуальных и коллективных монографий) и около 400 научно-популярных и публицистических работ, которые были опубликованы в Украине, России, Польше, Словакии, Болгарии, Италии, Австралии и США. Перевёл ряд научных работ с итальянского языка.
Выступал на международных конгрессах славистов: в 1983 году в Киеве и в 1993 году в Братиславе; на международных конгрессах по истории итальянского рисорджименто: в 1996 году в Пизе, в 1998 году в Тетрамо, в 2004 году в Генуе.
Читал лекции во Флорентийском университете.

## Основные работы
- Джузеппе Мадзіні, мадзінізм і Україна. — К., 2006.
- Італійці та італійська культура в Україні. Gli italiani e la cultura in Ucraina. The Italians and the Italian Culture in Ukraine. — К., 2005.
- Італійці в культурному просторі України (кінець ХVІІІ — 20-ті рр. ХХ ст.). — К., 2000.
- Україна й Італія у наукових, освітніх та літературних взаєминах (друга половина ХІХ — початок ХХ ст.). Документи, епістолярій, матеріали. — К., 2000.
- Поширення ідей Мадзіні в Україні в ХІХ ст.. — Піза, 1996 (на итальянском языке).
- Нариси історії української інтелігенції (перша половина ХХ ст.). — К., 1994. — Кн. 1 (в соавторстве).
- Італійці в Україні (ХІХ ст.). Біографічний словник діячів культури. — К., 1994.
- Украина в российско-итальянских общественных и культурных связях (1-я половина XIX в.). — К., 1986.
- Свята нашого часу. — К., 1962 (в соавторстве).

## Награды
- Литературная премия журнала «Україна» (1964);
- Орден «За заслуги перед Итальянской Республикой» (2002);
- Заслуженный деятель науки и техники Украины (2004).